# CSIRAC

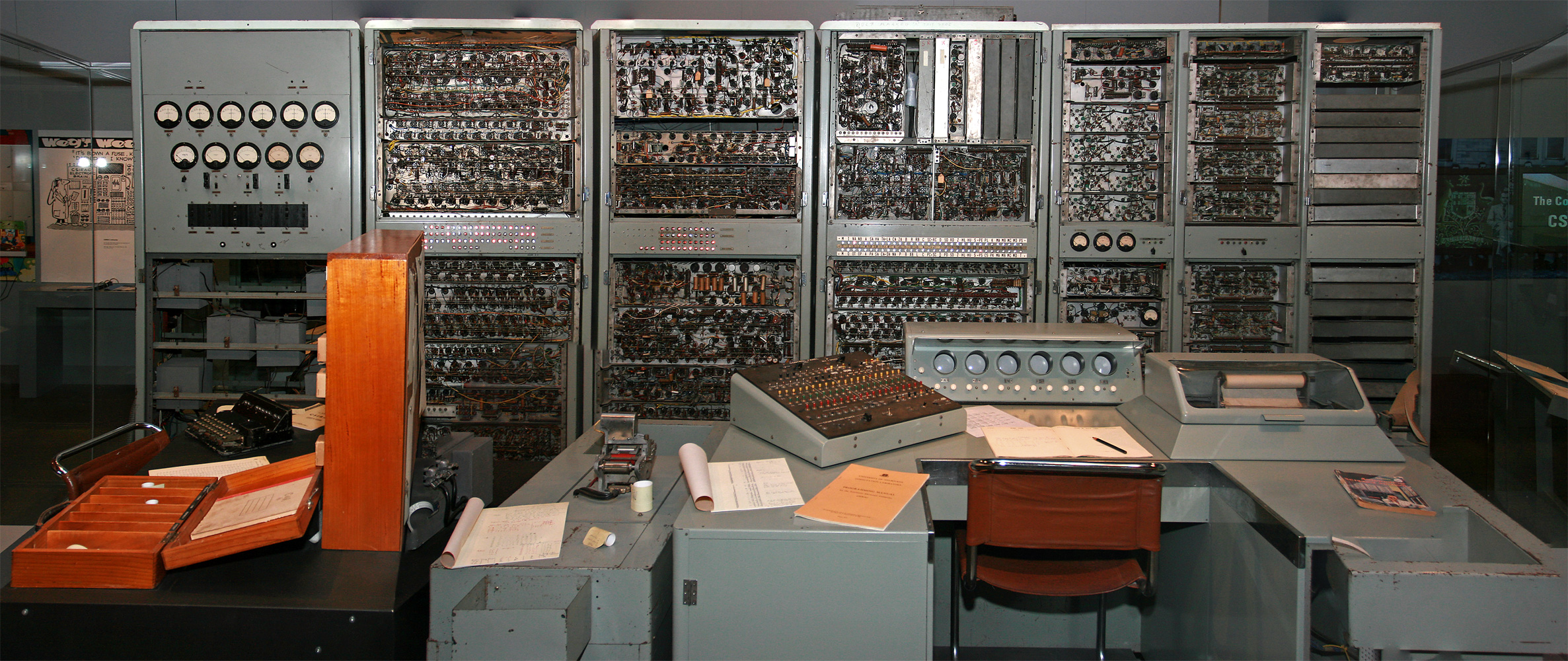
CSIRAC в Мельбурнському музеї

CSIRAC (абревіатура від англ. Council for Scientific and Industrial Research Automatic Computer, Автоматичний комп'ютер Ради з наукових і промислових досліджень), первісна назва CSIR Mk 1 — перша австралійська цифрова ЕОМ і четверта у світі ЕОМ з архітектурою фон Неймана. Перший комп'ютер, на якому виконувалася цифрова музика і єдиний уцілілий комп'ютер першого покоління.

## Опис
Машина є характерним представником першого лампового покоління комп'ютерів. Як основне сховище даних використовувалися ртутні лінії затримки, з типовою ємністю в 768 20-бітних слів доповненої паралельними дисковим запам'ятовувальним пристроєм із загальною ємністю в 1024 слова і часом доступу 10 мс. Пам'ять працювала на частоті 1000 Гц, а пристрій керування, синхронізований з частотою, вимагав 2 циклів для виконання команди (пізніше швидкість була подвоєна до 1 циклу на команду). Шина, що називалася в цьому проекті «цифровою магістраллю», порівняно з більшістю комп'ютерів, була послідовною, тобто передавала один біт за раз. Система команд була мінімальною, але підтримувала основні арифметичні та логічні операції, а також умовний та безумовний перехід, що робило можливим написання бібліотеки підпрограм.
Введення даних в машину здійснювався за допомогою перфострічки, після безуспішних експериментів з перфокартами. Машина керувалась через консоль (пульт), яка дозволяла покроково виконувати програми і спеціальним монітором, на якому відображався стан регістрів. Введення-виведення даних здійснювався на стандартний телетайп або перфострічку.
Більшість з близько 2000 електронних ламп були типів 6SN7, 6SN7, 6V6, діоди EA50 та KT66. Згодом Джордж Семків модернізував електроніку зчитування з барабана, використовуючи германієві транзистори. CSIRAC для роботи вимагав до 30 кВт електроенергії.

## Історія
CSIRAC був спроектований групою під керівництвом Тревора Пірсі та Мастона Берда, яка працювала незалежно від подібних робіт в Європі та США.
Першу тестову програму запущено в листопаді 1949 року.
Комп'ютер, як і всі обчислювальні машини того часу, не мав операційної системи. 1960 Джефф Хілл розробив високорівневу інтерпретовану мову програмування INTERPROGRAM, що була схожа на ранні різновиди BASIC, який був розроблений 1963 для 20-бітних транзисторних комп'ютерів родини GE-200.
1950 або 1951 CSIRAC використовувався для виконання музики, що стало першим відомим випадком використання цифрової ЕОМ у подібних цілях. Ця музика ніколи не була записана, але була ретельно реконструйована.

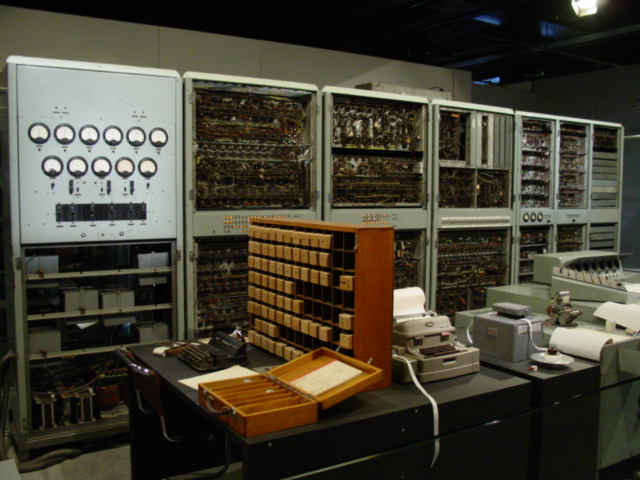
CSIRAC, вид збоку

1955 після рішення Ради з наукових і промислових досліджень, що комп'ютерні дослідження перебувають поза сферою їхніх інтересів, машина була перевезена з радіофізичної лабораторії CSIR в Сиднеї до Університету Мельбурна, де до кінця 1956 року сформувався єдиний австралійський академічний обчислювальний заклад.
1964 CSIRAC був вимкнений назавжди і поміщений у сховище для пізнішої демонстрації в музеї.
Комп'ютер зберігався на складі протягом 1960-х — 1970-х років, до виставлення на показ в технічному коледжі з 1980 по 1992, після чого знову був відправлений на склад.
Зацікавленість до CSIRAC відродилась в 1990-х, коли виявилося, що багато його розробників вже постаріли і дорогоцінна історія може бути загублена назавжди. 1996 відбулася конференція з цієї обчислювальної машини.
З 2000 року комп'ютер розташовується в експозиції Мельбурнського музею. Він не працював з моменту відключення, але збереглися багато програм, які працювали на ньому і для них був написаний емулятор. Куратори вирішили не відновлювати його працездатність, бо відновлення багатьох деталей та вузлів, які вийшли з ладу, зменшить його історичну автентичність.